# Nervimpuls

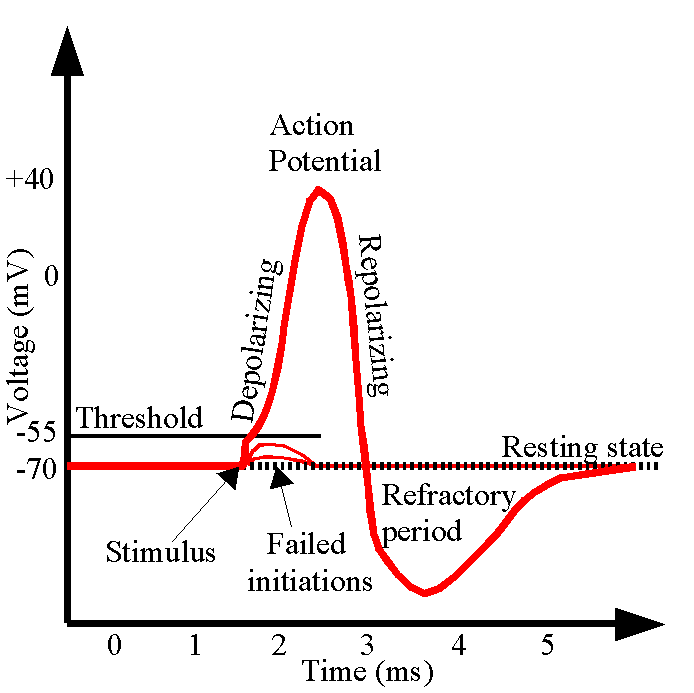
Cellpotential på en viss plats längs nervtråden som funktion av tid

En nervimpuls är det sammansatta elektrokemiska fenomen längs nervcellers utskott (processer) som följer till exempel på signalöverföringen i en synaps. Den är en snabb förändring av spänningen över en nervcells cellmembran. Den används för signalering mellan nervceller hos djur, men även i viss begränsad utsträckning växter. Dessa nervimpulser förflyttar sig längs nervtråden med en hastighet av 0,5–120 m/s, beroende på hur isolerat (myeliniserat) axonet är samt tjockleken på själva axonet. Själva impulsförflyttningen beskrivs ibland elektriskt som en aktionspotential.
Något som är typiskt för nervceller är att de kan bilda, ta emot och leda impulser. Impulser är en form av elektriska urladdningar som uppstår i nervcellerna. Urladdningen beror på att natrium- och kaliumjoner snabbt passerar genom cellens yta, cellmembran. Impulsen sprids sedan i nervcellen och dess utskott, och fortsätter sedan till andra celler via synapser eller motoriska ändplattor.

## Mekanism
Kontaktpunkten mellan två nervceller eller mellan en nervcell och en körtelcell kallas synaps medan kontaktpunkten mellan en nervcell och en muskelcell kallas motorisk ändplatta. När en impuls från en nervcell når synapsen kommer svaret resultera i att vesiklar, innehållande signalsubstanser, fuserar med membranet och interagerar med receptorer på mottagarcellen. Mottagarcellen kommer att påverkas genom att jonkanaler antingen ökar eller minskar sin transportförmåga vilket leder till en höjd eller sänkt vilomembranpotential. Den förändrade vilomembranpotentialen betyder i sin tur att mottagarcellen ökar eller sänker sin känslighet för ytterligare stimuli. Om cellen då stimuleras tillräckligt mycket uppstår en ny impuls som förs vidare till nästa nervcell. På så sätt kan en impuls färdas lång väg genom många nervceller innan den slutligen leder till något. 
Då synapsklyftan är liten och den kemikaliefrisättning som sker är över ett mycket litet avstånd, påverkas nervimpulsens hastighet inte i nämnvärd grad. Det är därför en signal från hjärnan kan passera flera synapser och färdas längre sträcka än nervcellens längd men med bibehållen hastighet.
Aktionspotentialen alstras närhelst en tillräckligt stor depolarisering av cellen inträffar, på grund av signaler från andra nervceller eller på grund av specifika stimuli. Dessa stimuli kan exempelvis vara sträckning av nervcellen, och det är på det viset sträckreceptorer i musklerna känner av läget som en muskel befinner sig i.

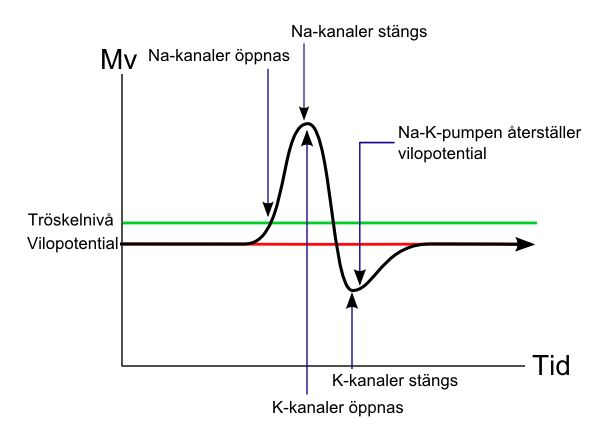
Olika steg av en cells aktionspotential, med depolarisationsfas, repolarisationfas, samt de transmembrana proteiner som är involverade i genererandet av dessa.

## Membranpotentialen
Normalt har nervcellen en negativ potential jämfört med den extracellulära miljön (miljön utanför cellen), hos humanceller är ett vanligt värde −70 mV. Potentialskillnaden uppstår på grund av att cellmembranet endast är permeabelt (genomsläppligt) för vissa joner. På grund av diffusion uppstår då en elektrokemisk jämvikt där koncentrationen kaliumjoner (K+) är betydligt högre intracellulärt än extracellulärt, samtidigt som koncentrationen natriumjoner (Na+) är högre extracellulärt (utanför cellen).
När depolariseringen nått till ett visst tröskelvärde öppnas spänningskänsliga Na+-kanaler i cellmembranet, så att natriumjoner på grund av koncentrationsskillnaden strömmar in i cellen. Eftersom natriumjonerna är positivt laddade depolariseras cellen nu hastigt, vilket ger upphov till aktionspotentialens stigande del.
På grund av depolariseringen av cellen öppnas även, men med en viss fördröjning, K+-specifika jonkanaler. Detta resulterar i att kaliumjoner strömmar ut ur cellen och återställer den negativa vilopotentialen. Under den slutgiltiga fasen av denna så kallade repolarisering når nervcellen ett potentialminimum som kallas för hyperpolariserat tillstånd vilket orsakas av membranets extrema permeabilitet för kaliumjoner. Hyperpolariseringen är kortvarig och cellen återgår till sin normala vilopotential som varierar mellan −50 mV och −120 mV.
Aktionspotentialen fortplantar sig genom nervcellens axon genom passiv diffusion av laddningar, varigenom spänningskänsliga jonkanaler öppnas och en ny aktionspotential alstras längs axonet.